# Стела Филипи Матутиновић
Стела Филипи Матутиновић (Београд; 24. јун 1951) српска је библиотекарка. Објавила је преко 90 радова из области библиотекарства и информационих наука, науке о науци и библиометрије.

## Биографија
Стела Филипи Матутиновић је рођена у Београду, где је завршила цело своје школовање, од основне школе до факултета. Потиче из лекарске породице. Дипломирала је и докторирала на Биолошком факултету Универзитета у Београду. Запослила се 1975. године у Универзитетској библиотеци Светозар Марковић у Београду. Радила је у Одељењу за научне информације као библиотекар-информатор за биомедицинске науке. Руководилац одељења за научне информације била је од 1983. до 2008. године. Затим је од 2008. године до јануара 2013. године била директор Библиотеке. По истеку мандата радила је као библиотекар саветник до пензионисања, децембра 2013. године. Водила је курсеве за библиотекаре и истраживаче, припремала наставни материјал за коришћење електронских извора, вредновање научног рада, заштита ауторских права и o комуникационим процесима.

### Пројекти
Стела је радила као део пројектног тима за пројекте Успостављање центра за Виртуелну библиотеку Србије, Успостављање конзорцијума за координирану набавку, била је координатор Темпус пројекта Изградња кооперативне мреже академских библиотека у Србији за универзитете у Београду, Нишу и Крагујевцу. Водила је три међународна пројекта посвећена дигитализацији књига и новина, као резултат пројекта дигитализовано је преко пола милиона страница књига, часописа и новина из фонда Универзитетске библиотеке на порталу Еuropeana. Активно се залагала за отворени приступ научним информацијама.

### Чланство
Истакла се као потпредседник Заједнице библиотека универзитета у Србији од 2001. до 2009. године. Била је члан редакције домаћих часописа Инфотека и Високошколске библиотеке. Такође је била члан редакције украјинског часописа Bibliotečnij visnik и словеначког часопоса Organizacija znanja.

## Награде
Стела је добитница многих повеља и захвалница:
- Повеља Универзитетске библиотеке, маја 2001.
- Захвалница за лични допринос популаризацији лика и дела Милутина Миланковића од Удружења Милутин Миланковић, децембра 2014.
- Златна повеља за изванредан и драгоцен допринос развоју и унапређењу биолошких и сродних наука, а нарочито за све активности које су резултирале високим угледом научног часописа Архив биолошких наука, Београд, од Српског биолошког друштва у Београду, децембра 2013.
- Награда Запис од Библиотекарског друштва Србије, децембра 2008.[3]
- Награда Ђура Даничић за допринос развоју библиотечко-информационе делатности и културе у Републици Србији од Заједнице матичних библиотека Србије, априла 2011. године.[4]

## Одабрана дела

### Монографије и књиге у електронском издању
1. Грбић Бранислава, Филипи Матутиновић Стела: Библиографија о Београдском универзитету 1838-1987, Београд, 1988.
2. Филипи Матутиновић Стела: Библиографија радова о Милутину Миланковићу, Београд, 2008.
3. Филипи Матутиновић Стела: Електронски извори информација у науци: значај, врсте, доступност, процена вредности, 2009.[5]
4. Филипи Матутиновић Стела: Научне информације у Србији: проток, доступност, вредновање, Београд, 2013.[6]